# Miniszterelnök

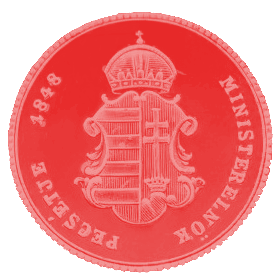
A magyar miniszterelnök pecsétje 1848-ban

A miniszterelnök egy kormányfői tisztség, melynek betöltője az adott országban a végrehajtó hatalmat irányító állami szerv, a kormány (kabinet, minisztertanács) vezetője.

## A miniszterelnöki funkció kialakulása
A miniszterelnöki funkció az érett feudális abszolutizmus (18. század) idején alakult ki, azzal párhuzamosan, ahogy a hivatalnokrendszer egyre differenciáltabbá vált. Az abszolutikus uralkodók a hivatalnokrendszer vezetésére minisztereket neveztek ki; a miniszter szó eredetileg szolgát jelent, ebben az értelemben a miniszter a "király első szolgája", így a kormányzat vezetője volt, természetszerűleg jelentős politikai hatalommal. Angliában a 16-17. században gyakran – de nem minden esetben – egyben a királyi tanács elnöke is, amelynek azonban akkor még nem miniszterek, hanem tanácsosok voltak a tagjai.
Ahogy az államigazgatás szervezete egyre bonyolultabbá vált, több miniszter kinevezése lett szükségessé. Közülük vált ki az "első miniszter", aki mivel a miniszterek testületként kezdtek működni, e testület elnökévé – miniszterelnökké – vált (Angliában a miniszterelnök megnevezése máig prime minister, szó szerint első miniszter). Kezdetben a kinevezés feltétele volt a nemesi származás, a 18. században azonban már polgári származásúak számára is elérhetővé vált a poszt (persze ekkor azonnal nemességet kaptak.) Az első angol miniszterelnök nem hivatalosan Sir Robert Walpole volt (1676–1745), aki 1721 és 1745 között töltötte be ezt a tisztet.
A miniszterek, illetve a miniszterelnökök kezdetben az uralkodónak feleltek, a polgári forradalmak következtében alakult ki a parlamentnek felelős kormány, illetve a parlamentnek felelős miniszterelnök intézménye. (Jellemző, hogy Angliában a korai fejlődés eredményeként a parlamenti kormányzás intézménye korábbi, mint a miniszterelnöki intézmény.) Ekkortól szükséges az is, hogy a miniszterelnök, illetve a kormány bírja a parlamenti képviselők többségének a bizalmát.

## A miniszterelnök kinevezése, illetve választása
A miniszterelnököt néhol az államfő nevezi ki (például Egyesült Királyság, Franciaország, Oroszország), néhol csupán jelöli, és a parlament választja meg (Magyarország, Németország). Modern parlamenti rendszerekben a miniszterelnöki funkció betöltéséhez az szükséges, hogy a parlament a miniszterelnök, vagy a kormány (lényegében a kettő azonos) programját elfogadja. Szokásjog szerint ezért az államfő olyan embert nevez ki (vagy jelöl), aki képes a parlamenti többséget a maga számára biztosítani (Erre elvileg semmi nem kötelezi, de ellenkező esetben gyakorlatilag azonnal megbukik, illetve képtelen kormányozni.) vagy oly módon, hogy pártja a parlamenti szavazatok 51%-át birtokolja, vagy úgy, hogy több pártból álló koalíciót hoz létre. Kivételes esetben sor kerülhet ún. kisebbségi kormányzásra is, ebben az esetben a kormányt alkotó pártok nincsenek többségben a parlamentben, hanem minden törvény elfogadásához külön-külön kell megszerezni egy vagy több kormányon kívüli párt támogatását. (Az elmúlt évtizedekben erre Olaszország és Izrael mutatott többször példát.)
Különleges alkotmányos szerkezetet jelent az Amerikai Egyesült Államok, ahol az elnököt közvetlenül (pontosabban az elektori testület közvetítésével) választják, és aki egyben a kormány feje (vagyis miniszterelnök) is. Ő nélkülözheti – és gyakran nélkülözi is – a Kongresszus egyik vagy mindkét házában a többséget. Fontosabb törvények elfogadásakor ezért gyakran személyesen lobbizik az ellenpárt képviselőinél, illetve szenátorainál.

## A miniszterelnök mandátumának megszűnése
A miniszterelnök lemondhat pozíciójáról; egyes országokban ez egyben a kormány lemondását is jelenti, másutt nem. Normális esetben a miniszterelnök mandátuma az újabb általános választásokig, illetve az azt követően kinevezett/megválasztott új miniszterelnök hivatalba lépéséig tart. Meghatározott feltételek mellett (általában több képviselő együttes kezdeményezésére) a parlament bizalmatlansági indítványt nyújthat be a miniszterelnök, illetve a kormány ellen, a miniszterelnök kérhet bizalmi szavazást, vagy egy törvény elfogadását bizalmi kérdésnek nyilváníthatja.
Különleges intézmény a konstruktív bizalmatlansági indítvány, ami azt jelenti, hogy bizalmatlansági indítvány csak az új miniszterelnök-jelölt megnevezésével együtt nyújtható be, aki az indítvány megszavazásával egyben megválasztott új miniszterelnöknek tekintendő. Ezt elsőként a Német Szövetségi Köztársaságban vezették be, a Weimari Köztársaság rossz tapasztalatai alapján, elkerülendő, hogy a több pártból álló parlament úgy buktassa meg a kormányt, hogy azután nem képes új miniszterelnököt (ott kancellárt) választani. Ezt a megoldást 1990-ben a magyar alkotmányos rendszer is átvette.
A miniszterelnök halálával mandátuma is megszűnik.

## A funkció története Magyarországon

### A Batthyány-kormány

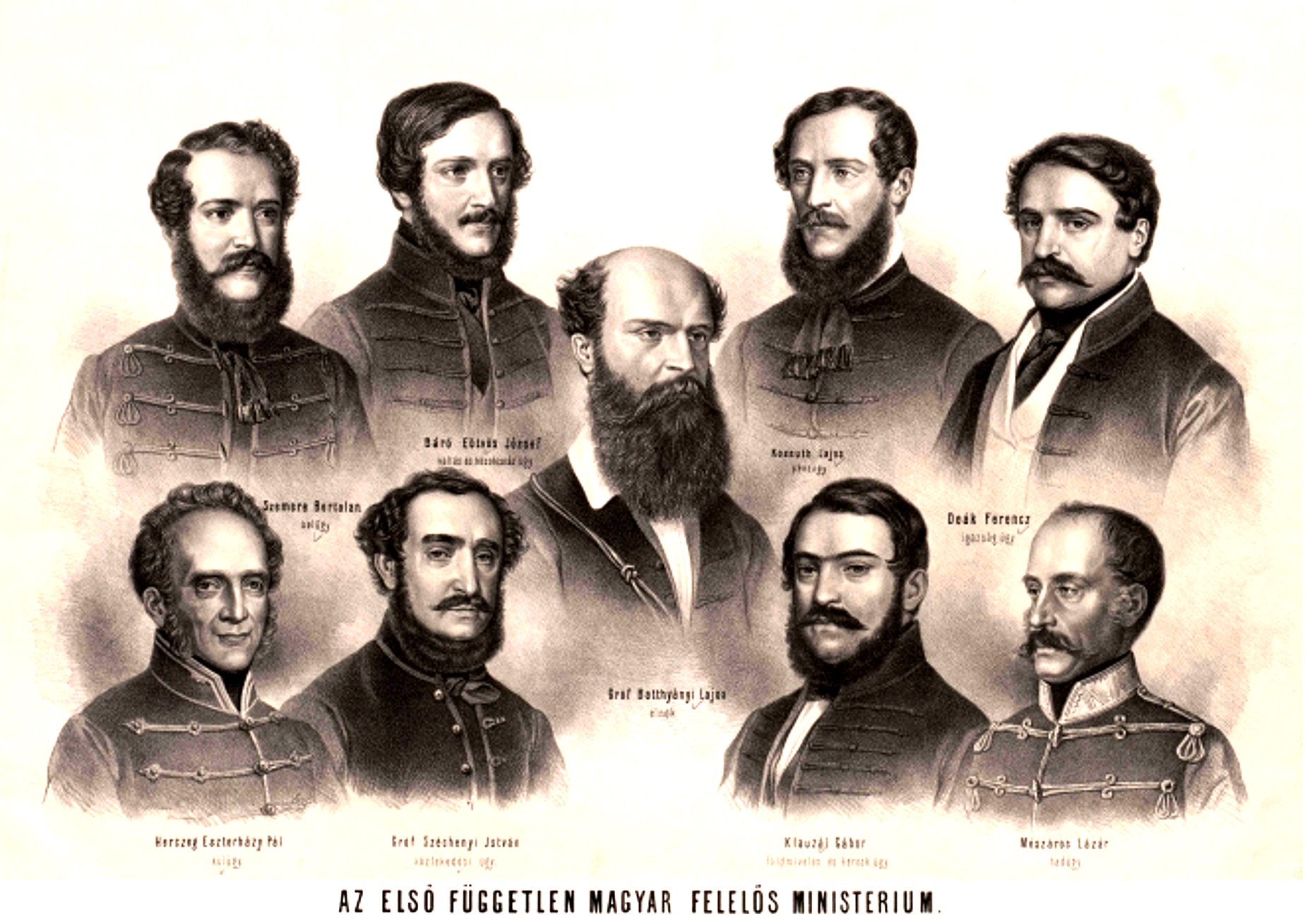
Az első felelős magyar minisztérium tagjai

Magyarországon az első felelős kormányt (a mai szóhasználattól eltérően) minisztériumnak nevezték. V. Ferdinánd király 1848. március 17-én nevezte ki miniszterelnöknek gróf Batthyány Lajost.
Az első felelős magyar minisztérium (=kormány) névsora:
- miniszterelnök: gróf Batthyány Lajos;
- pénzügyminiszter: Kossuth Lajos;
- igazságügyi miniszter: Deák Ferenc;
- belügyminiszter: Szemere Bertalan;
- vallási- és oktatásügyi miniszter: báró Eötvös József;
- földművelési- és iparügyi miniszter: Klauzál Gábor;
- közmunka- és közlekedésügyi miniszter: gróf Széchenyi István;
- hadügyminiszter: Mészáros Lázár;
- „a király személye körüli” miniszter: herceg Esterházy Pál.

### A Forradalmi Kormányzótanács elnöke
A Magyarországi Tanácsköztársaság kikiáltása után a kormány helyett Forradalmi Kormányzótanács jött létre, tagjai miniszterek helyett népbiztosok voltak. Ennek elnöke, Garbai Sándor töltötte be a kormányfői funkciót, gyakorlatilag azonban nem ő volt a meghatározó vezető, hanem a párt élén álló Kun Béla.

### A minisztertanács elnöke
Magyarországon 1949 és 1990 között a kormányt minisztertanácsnak nevezték és a miniszterelnök helyett a minisztertanács elnöke volt a funkció hivatalos neve.

## A miniszterelnök jogállása a mai magyar alkotmányban
Magyarország alaptörvénye szerint a magyar kormány vezetőjét, a mindenkori köztársasági elnök kéri fel kormányzásra, és az országgyűlés abszolút többséggel választja meg. A miniszterelnök tesz javaslatot a kormány tagjainak személyére, és a köztársasági elnök nevezi ki a minisztereket.
A miniszterelnök vezeti a kormány üléseit, és felügyeli a kormány által hozott rendelkezések végrehajtását. A miniszterelnök meghatározza a Kormány általános politikáját.

### A miniszterelnöki megbízatás keletkezése
Magyarország alaptörvényének 16. cikkének (3)-(6) bekezdése szabályozza a miniszterelnök megválasztását:
"(3) A miniszterelnököt az Országgyűlés a köztársasági elnök javaslatára választja meg.
(4) A miniszterelnök megválasztásához az országgyűlési képviselők több mint a felének szavazata szükséges. A miniszterelnök a megválasztásával hivatalba lép.
(5) A köztársasági elnök a (3) bekezdés szerinti javaslatát,
a) ha a miniszterelnök megbízatása az újonnan megválasztott Országgyűlés megalakulásával szűnt meg, az új Országgyűlés alakuló ülésén teszi meg;
b) ha a miniszterelnök megbízatása lemondásával, halálával, összeférhetetlenség kimondásával, a megválasztásához szükséges feltételek hiánya miatt vagy azért szűnt meg, mert az Országgyűlés a bizalmi szavazáson a miniszterelnökkel szemben bizalmatlanságát fejezte ki, a miniszterelnök megbízatása megszűnésétől számított tizenöt napon belül teszi meg.
(6) Ha az (5) bekezdés szerint miniszterelnöknek javasolt személyt az Országgyűlés nem választotta meg, a köztársasági elnök az új javaslatát tizenöt napon belül teszi meg."

### A miniszterelnöki megbízatás megszűnése
Magyarország alaptörvényének 20. cikkének (2) bekezdése szabályozza a miniszterelnök megbízatásának megszűnését:
"(2) A miniszterelnök megbízatása megszűnik
a) az újonnan megválasztott Országgyűlés megalakulásával;
b) ha az Országgyűlés a miniszterelnökkel szemben bizalmatlanságát fejezi ki, és új miniszterelnököt választ;
c) ha az Országgyűlés a miniszterelnök által kezdeményezett bizalmi szavazáson a miniszterelnökkel szemben bizalmatlanságát fejezi ki;
d) lemondásával;
e) halálával;
f) összeférhetetlenség kimondásával;
g) ha a megválasztásához szükséges feltételek már nem állnak fenn."

## Lásd még
- Magyarország kormányfőinek listája
- Bizalmatlansági indítvány